# バフチサライ
バフチサライ（ウクライナ語・ロシア語: Бахчисарай（バフチサライ）、クリミア・タタール語: Багъчасарай / Bağçasaray（バーチャサライ）、トルコ語:  Bahçesaray（バフチェサライ））は、クリミア半島の都市。人口は2万8609人（2021年）。バフチサライとは、クリミア・タタール語で「庭園の宮殿」（ペルシア語の Bāghche Sarāy に由来）の意味。1532年から1783年までクリミア・ハン国の首都であった。

## 歴史
ビザンティン帝国時代、8世紀に造られたウスペンスキー修道院や、1532年に、バフチサライがクリミア・ハン国の首都となるとともに、クリミア・ハン国の君主サーヒブ1世ギレイによって建設された宮殿ハンサライ（ハンの宮殿）が残る。宮殿は1736年にロシア軍によって破壊されたが、その後修復された。クリミア・ハン国は1783年、ロシアに占領される。
ハンサライには、クリミア・ハン国の最後のハン、バハディル2世ギレイが妻マリアと愛妾ザレマを偲んでつくらせた噴水「涙の泉」 (Фонтан Слёз) がある。二人を亡くしたギレイは「石にも涙を流させよ」と命じたという。プーシキンはこの噴水に題をとり、詩『バフチサライの泉』を詠んだ。

### 民族・言語
バフチサライはロシア帝国内のテュルク系ムスリムの地位向上を目指す文化運動であるジャディード運動が始まった街でもある。1884年、バフチサライの元市長であったクリミア・タタール人のイスマイル・ガスプリンスキーによって、西洋式のカリキュラムをクリミア・タタール語で教授する小学校がバフチサライに開設された。この小学校は「新方式」（ウスーリ・ジャディード）と呼ばれ、ジャディード運動の語源となった。ガスプリンスキーはその後も新聞『テルジュマン』紙の発行などの活動を精力的に行い、バフチサライでクリミア・タタール人による盛んな言論活動が行われることとなった。
第二次世界大戦中の1944年、スターリンによってクリミア・タタール人が中央アジアのフェルガナ盆地などに追放させられたため（クリミア・タタール人追放）、バフチサライのクリミア・タタール人は皆無となった。ソ連時代末期に帰還が認められると、バフチサライでも多くのクリミア・タタール人が移住先から帰還するようになり、現在では再び人口の一定数を占めるようになった反面、ウクライナ人やロシア人との共存をどう図るかが大きな課題となっている。
2014年クリミア連邦管区国勢調査の結果、ロシア人59.20%、クリミア・タタール人22.52%、ウクライナ人10.11%、その他ベラルーシ人、アルメニア人、タタール人などが居住していることがわかった。